# گروزنی (محله پوبدنسکویه، شهرستان مایکوپسکی، آدیغیه)
گروزنی (به لاتین: Grozny) یک منطقهٔ مسکونی در روسیه است که در آدیغیه واقع شده‌است.